# Dejlovce
Dejlovce (macedónul: Дејловце) település Észak-Macedóniában, az Északkeleti körzetben, Sztaro Nagoricsane községben.

## Népesség
| Lakosok száma | 397  | 413  | 368  | 306  | 147  | 72   | 60   | 44   | 27   |
|               | 1948 | 1953 | 1961 | 1971 | 1981 | 1991 | 1994 | 2002 | 2021 |

- 2002-ben 44 lakosa volt, akik mindannyian macedónok.